# Landrichter
Als Landrichter (lateinisch: praetor provinciae oder judex ordinarius) bezeichnete man den mittelalterlichen oder frühneuzeitlichen Richter eines Landgerichts in der Zeit, als Justiz und Verwaltung noch nicht vollständig getrennt waren. Landrichter wurden durch den jeweiligen Landesherrn ernannt und als Vorsitzende der Institution des Landgerichts mit voller Amtsgewalt in der unteren Ebene mit Verwaltungs- und Justizaufgaben der hohen Gerichtsbarkeit eingesetzt. Meist waren die Amtsinhaber adeliger oder patrizischer Herkunft.
Dem Landrichter gegenübergestellt werden kann der Stadtrichter.

## Heiliges Römisches Reich
Das Landgericht unterhielt in seinem gesetzlich oder durch kaiserliches Dekret festgelegten Einflussbereich (später den sogenannten Landgerichtsbezirken) die hohe Gerichtsbarkeit über alle Städte und Gemeinden, welche nicht immediatisiert oder gesondert privilegiert waren. Im Auftrag des Kaisers ernannte der Landrichter auch die gerichtlichen Beisitzer und Landoffiziere zum Landgericht. Im 15. Jahrhundert bildete sich das Amt des Ober-Landrichters als das eines den Landrichtern in seinem Einflussbereich übergeordneten Richters heraus, zum Beispiel am königlichen Landgericht in der böhmischen Hauptstadt Prag. Eine hierarchische Unterscheidung von unterschiedlichen Landrichtern differenzierte ab dann die untere Verwaltungsebene der Landgerichte. In den einzelnen Erblanden des Hauses Habsburg wurde das Landrecht gesondert von dem anderer Reichsfürsten im Zuge der frühneuzeitlichen Rechtsreformen als Erweiterung vorangegangener Reichsreformen erneuert, insbesondere da das Landrecht dem Reichsgesetz untergeordnet war und keine reichsweite Gültigkeit beanspruchte.
Die Abhängigkeit von der hohen Gerichtsbarkeit eines Landgerichts im Heiligen Römischen Reich verloren viele Gemeinden, vor allem während des 17. Jahrhunderts, mit dem Erhalt der Privilegien eines Marktgerichts durch Erlass des jeweiligen Landesherrn, welcher ortsweise der Kaiser selbst war. Die Vorrechte einer Reichsstadt auf autonomeVerwaltung nahmen selbige aus der hohen Gerichtsbarkeit eines Landgerichts in aller Regel heraus.

## Schweiz
Das Amt des Landrichters (rätoromanisch Landrehter) war ab dem 13. Jahrhundert auch als Vorsitz der Landgerichte schweizerischer Städte, wie Zürich, Stans und im Thurgau vorhanden. Das häufig als Erbamt in familiärem Eigen liegende Amt des Landrichters fungierte als ordentliches Richteramt für die gesamte Bevölkerung eines Gerichtsbezirks, wobei Bevölkerungsteile und Körperschaften von Ausnahmen betroffen sein konnten. Das Kloster St. Gallen war unter anderen Körperschaften von der Obrigkeit eines Landgerichts ausgenommen und daher exemt. Gemäß dem Schwabenspiegel entschied der Landrichter über Erb und Eigen betreffende Rechtsangelegenheiten sowie die Blutgerichtsbarkeit. In solchen Fällen hatte er auch das Recht, Ungehorsame zu ächten (Acht zu geben), sofern ihm dieses spezielle Recht vom König zugestanden wurde.

## England und Wales
Im Königreich England war ein solches Amt mit den Funktionen eines Landrichters als eines von der feudalen Herrschaft bestätigten Richters höheren Rechts nicht einfach vom Amt eines Sheriffs und seines Landesherrn getrennt vorhanden. Spätestens ab dem Ersten Krieg der Barone wurde die Blutgerichtsbarkeit nicht mehr allein nur den Feudalherren (Lords) vom König zugestanden. Die älteren County Courts entsprechen für das Mittelalter nach englischem Common Law ab dem Jahr 1066 n. Chr. den späten deutschen Landgerichten. Ursprünglich wurden diese Courts noch vom Count (entspricht dem Earl) als königlichem Vertreter mit erblicher Richtgewalt in einer County gerichtet, der dem deutschen Grafen entspricht. Den Earls blieb bis ins 14. Jahrhundert eine mindeste Richtgewalt ständisch neben anderen erhalten.
In der frühen Neuzeit kam das anglische Richteramt (lower- and middle-justice) nunmehr in die Hand von Beamten. Die Blutgerichtsbarkeit der aus dem Mittelalter herkommenden blood-courts (deutsch Blutgerichten; entspricht dem Halsgericht) fiel im Königreich Großbritannien und seinen Nachfolgerstaaten erst dem High Court of Justice, dann ausschließlich einem ausgewählten Kollegium aus Mitgliedern des House of Lords und dem Monarchen selbst zu. → Weiteres siehe: Rechtsgeschichte von England und Wales.